# Samuel Hübinette
Bengt Samuel Hübinette, född 15 september 1971 i Jokkmokk i Norrbottens län, är en svensk driftare som gjort karriär i USA. Hübinettes smeknamn är "The Crazy Swede" (den galne svensken).
Han är mästare i driftingens Formula D-klass 2004 och 2006. 
1992 fick Samuel möjlighet att arbeta för Volvo i Jokkmokk. Arbetet innebar att arbeta som vintertestförare.
1995 fick Samuel ett erbjudande om arbete för Volvo i Göteborg.
2001 beslutade Samuel sig för att flytta till USA och blev erbjuden om arbete på en racingskola.
Den största förändringen blev 2003 när han hörde om Japaner som visat en driftningdemonstration och det var då han fick ögonen för driftning. Sommaren 2003 fick förare i USA en möjlighet att kvalificera sig till den japanska serien D1 som skulle köras på Irwindale speedway i Kalifornien
Hübinette har även framträtt som stuntförare i filmen The Fast and the Furious Tokyo Drift och Need for Speed 
Idag har Samuel Hübinette till största del lämnat drifttävlingarna och satsar mest på entreprenörskap. 

## Familj
Gift med Stina-Hubinette sedan December 2006. De har tre barn ihop.